# 里奇 (加利福尼亞州)
里奇（英語：Rich）是位於美國加利福尼亞州克恩縣的一個非建制地區。該地的面積和人口皆未知。

## 地理
里奇的座標為35°58′35″N 117°43′39″W / 35.97639°N 117.72750°W，而該地的平均海拔高度為715米（即2346英尺）。